# Catherine Greenaway
Catherine Greenaway, albo Kate Greenaway (ur. 17 marca 1846 w Hoxton, zm. 6 listopada 1901 w Frognal) − brytyjska autorka książek dla dzieci, znana przede wszystkim jako ilustratorka, związana z ruchem prerafaelickim.

## Życiorys

### Dzieciństwo

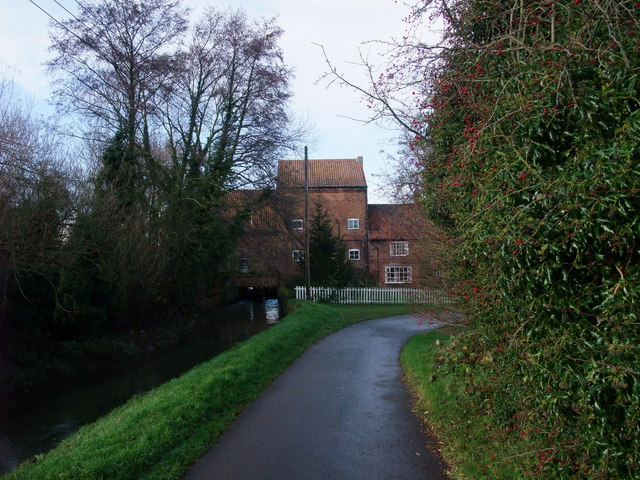
Młyn w Rolleston

Catherine Greenaway urodziła się w Hoxton, w północnym Londynie. Ojcem przyszłej artystki był mistrz grawerski John Greenaway, a matką przedsiębiorcza i bardzo utalentowana kobieta. Gdy sytuacja finansowa rodziny stała się bardzo ciężka, pani Jones przeniosła się z mężem i dziećmi do Islington, gdzie otworzyła pracownię krawiecką specjalizującą się w ubraniach dla dzieci.
Rodzina Greenawayów spędzała lato zazwyczaj w Rolleston, w Nottinghamshire. Tam, otoczona prostymi ludźmi, mała Kate rozbudzała w sobie miłość do przyrody, piękna i kolorów. Tam też zakochała się w ogrodach i wyidealizowanym obrazie wsi, który tak często miał powracać w jej pracach.
Kate miała doskonały kontakt z obojgiem rodziców, co również nie pozostało bez wpływu na jej karierę. Ojciec doradzał jej przez całe życie, matka zaś zabierała dziewczynkę do pracowni, gdzie przyszła artystka mogła nasiąkać pomysłami. Niemalże fotograficzna pamięć pozwoliła Catherine Greenaway na przeniesienie wielu projektów matki na karty książek dla dzieci.

### Edukacja i początki kariery

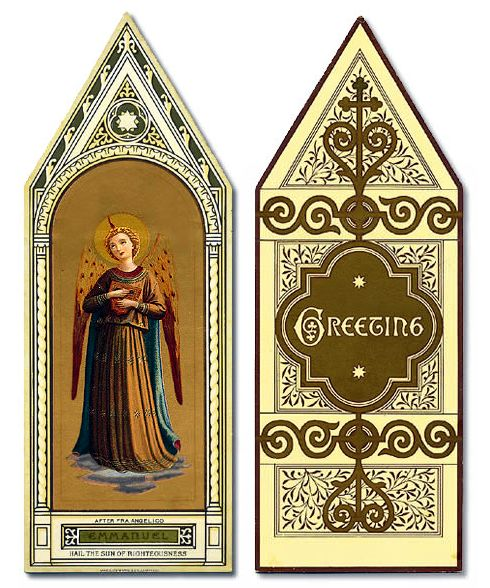
Zakładka do książki firmy Marcus Ward & Co, pierwszych pracodawców Kate Greenaway

Pierwszym nauczycielem Kate, w okresie kiedy pracownia matki zaczęła przynosić rodzinie prestiż i dochody, była najęta specjalnie do tego celu kobieta, a kształcenie to miało, siłą rzeczy, charakter nieformalny. W tym okresie objawiło się także zamiłowanie Kate do rysunku. Opiekunka często przyłapywała ją na rysowaniu w trakcie zajęć.
Następnie, gdy Kate ukończyła dwunasty rok życia, rodzice zdecydowali się posłać ją do Finsbury School of Art, gdzie dziewczynka spędziła sześć lat. Kolejnym przystankiem na drodze panny Greenaway była Central School w południowym Kensington. Szkoła prowadzona była w duchu moralności wiktoriańskiej. Jednym z ograniczeń nakładanych przez władze szkoły na studentki był na przykład zakaz rysowania aktów "z natury".
Prawdopodobnie nadmiernie surowe obyczaje panujące w Kensington skłoniły Kate do decyzji o zmianie szkoły. Przeniosła się do Slade School, która reklamowała się w tym czasie hasłami równouprawnienia i emancypacji. Jednocześnie z nauką w Slade School, Catherine Greenaway zaczęła wieczorowo uczęszczać do Heatherley's School of Art (obecnie Royal College of Art).
W 1868 roku ojciec posiadający liczne kontakty w środowisku artystycznym kontaktuje Kate z potencjalnymi pracodawcami. Marcus Ward & Co zlecają młodej Greenaway projekty kartek okolicznościowych i kalendarzy. W 1867 roku ukazuje się pierwsza wydrukowana kiedykolwiek praca Kate − frontispis do Infant Amusement, or How To Make a Nursery Happy.

### Pierwsze prace Kate Greenaway

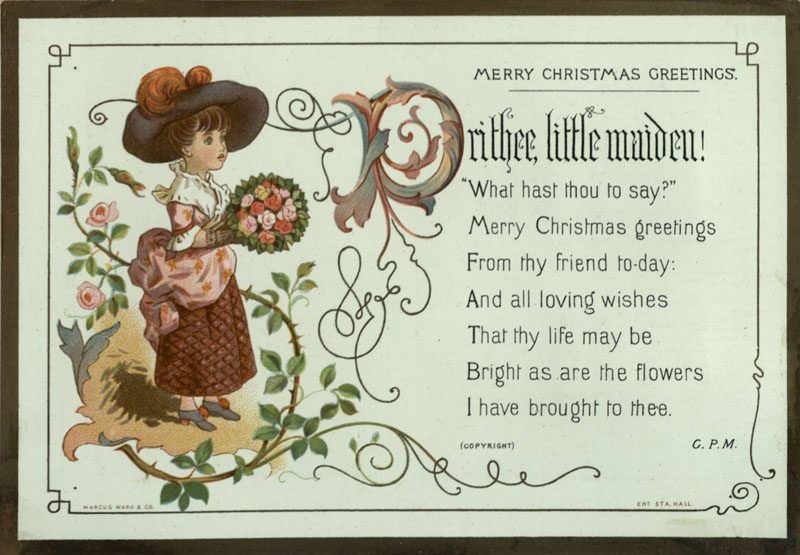
Kartka bożonarodzeniowa autorstwa Kate Greenaway, wykonana dla Marcus Ward & Co (lata 60. XIX w.)
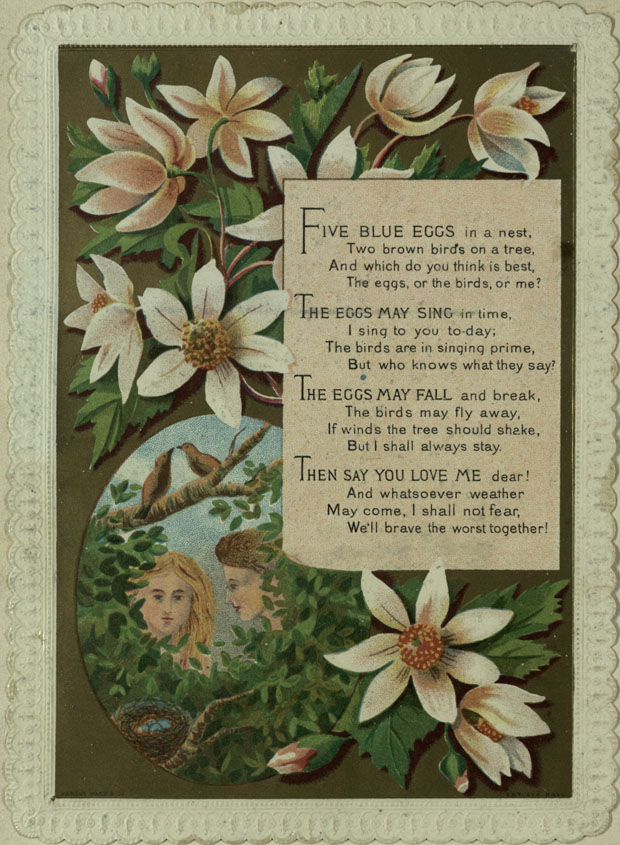
Bordiura kwiatowa autorstwa Kate Greenaway, wykonana dla Marcus Ward & Co (lata 70. XIX w.)
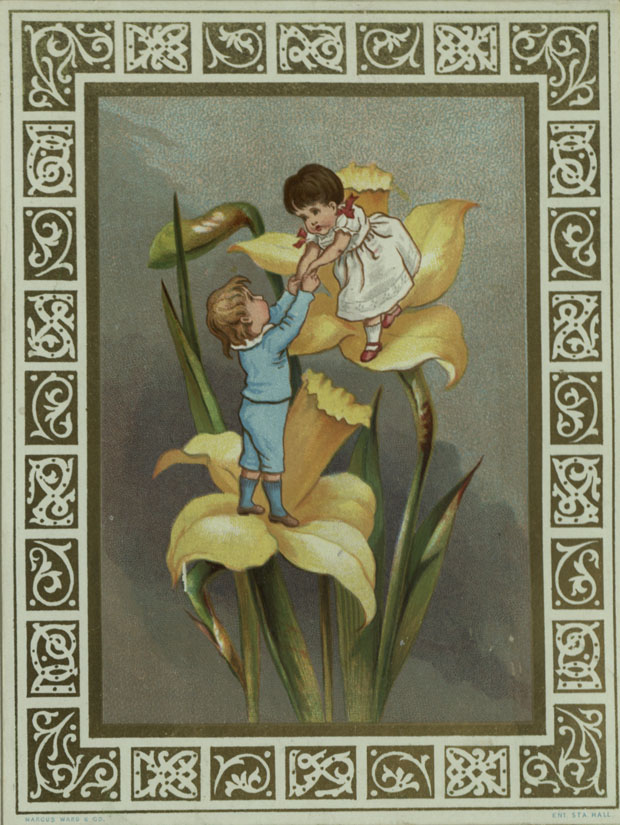
Kartka okolicznościowa z cyklu Children of Flowers (lata 70. XIX w.)
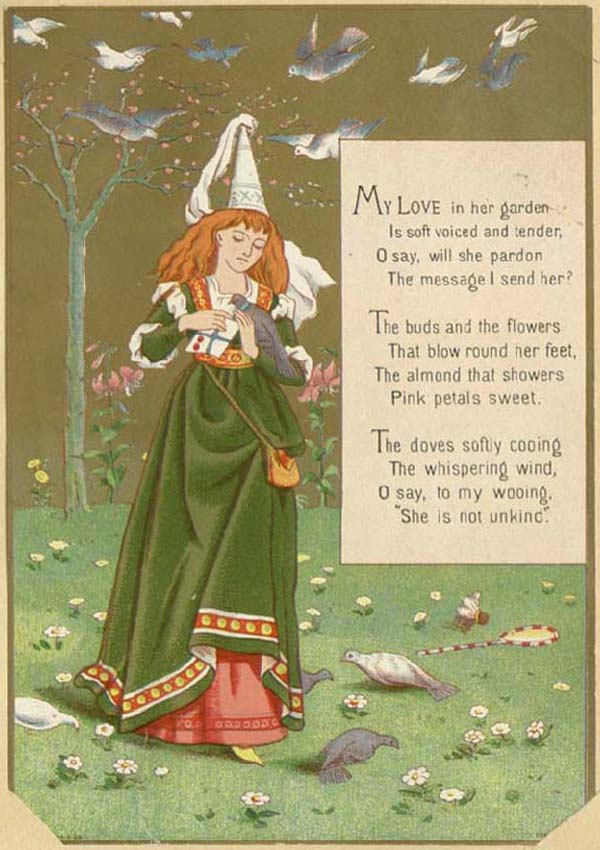
Kartka walentynkowa z serii Melacomb Manor (przełom lat 60. i 70. XIX w.)

### Dalsza kariera

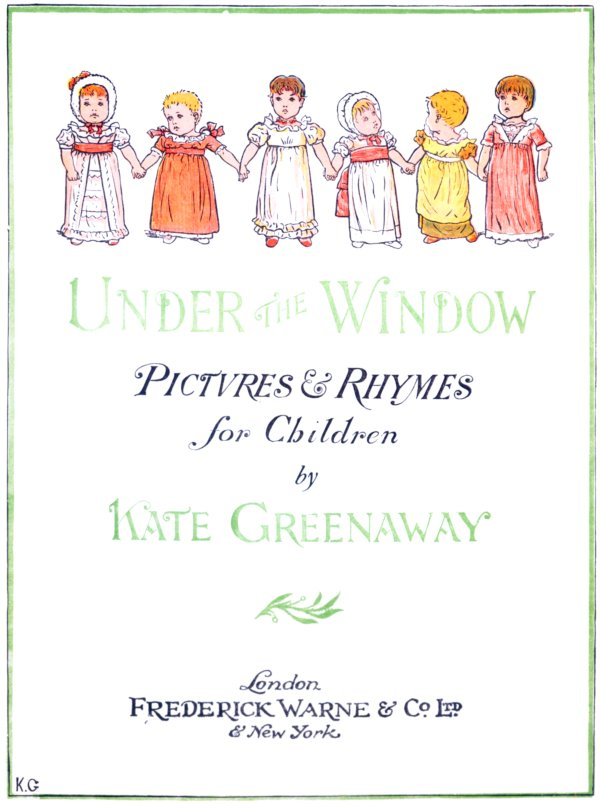
Strona tytułowa Under the Window pierwszej wspólnej książki Catherine Greenaway i Edmunda Evansa

W połowie lat 70. XIX wieku kończy współpracę z Marcus Ward & Co. Powodem były praktyki firmy, na które Kate nie wyrażała zgody. Uważała, że sprzedając swoje prace sprzedaje jedynie prawa autorskie do nich, a nie same dzieła i domagała się od pracowników firmy zwrotu swoich prac po ich zreprodukowaniu. Drugim powodem rozstania z firmą Marcus Ward & Co były niskie zarobki. Za jedną kartę okolicznościową, sprzedaną w około 25 tysiącach egzemplarzy artystka dostawała ledwie 3 funty.
W 1876 roku ojciec Catherine kontaktuje się z Edmundem Evansem, z którym razem terminował. Poleca koledze prace córki. Evans szybko odkrywa, że delikatne, pełne żywych kolorów prace Kate są idealne do jego indywidualnego stylu drukowania, opartego na drewnianych blokach. Za kwotę równą jednej trzeciej potencjalnych zysków odkupuje od Catherine jej dzieła. Ich pierwsza wspólna książka Under the Window ukazuje się w październiku 1879 roku. Pierwotnie Evans wydrukował, za radą wydawcy, 20 tysięcy egzemplarzy, ale szybko zmuszony był dodrukować kolejne 70 tysięcy. Ostateczny nakład pierwszej książki autorstwa Catherine Greenaway przekroczył 100 tysięcy egzemplarzy.
Kariera Kate rozwijała się. Dzięki bliskim kontaktom z Evansem poznała dwóch najpoważniejszych konkurentów − Waltera Crane'a i Randolpha Caldecotta. Stosunki między nimi układały się różnie. Tymczasem Kate kontynuowała prace nad kolejnymi popularnymi książkami. Przybywało wielbicieli. Catherine Greenaway otrzymywała listy od rozlicznych miłośników jej twórczości. Pewnego dnia na jej ręce trafił list od Johna Ruskina, mentora ruchu prerafaelickiego, malarza i wydawcy. Rozpoczęła się długa, trwająca 20 lat korespondencja i przyjaźń. Oboje poznali się osobiście dopiero dużo później.
W pewnym momencie jej kariery, prace Kate pojawiały się dosłownie wszędzie. Stale rosnąca popularność książek z jej ilustracjami przynoisła Catherine uznanie, kontakty w towarzystwie. Razem z przyjaciółmi (do ich grona należał m.in. Frederic Locker-Lampson) zaangażowała się w walkę o prawo autorów do swoich dzieł. Jak pamiętamy odmawianie autorom prawa własności do ich własnych prac stało się jednym z powodów, dla których Catherine porzuciła pracę dla Marcus Ward & Co.
Rosnąca popularność jej ilustracji objawiała się niejednokrotnie na dziwne sposoby. Przedsiębiorstwo handlowe Liberty of London zaadaptowało rysunki Kate na potrzeby stworzenia linii odzieży dziecięcej. Członkowie grupy The Souls, która w pewnym momencie wchłonęła Arts and Crafts Movement, ubierali swoje dzieci na modłę bohaterów ilustracji z książek Catherine Greenaway.
W 1889 roku Kate Greenaway została powołana na członka Royal Institute of Painters in Water Colours.

### Ostatnie lata

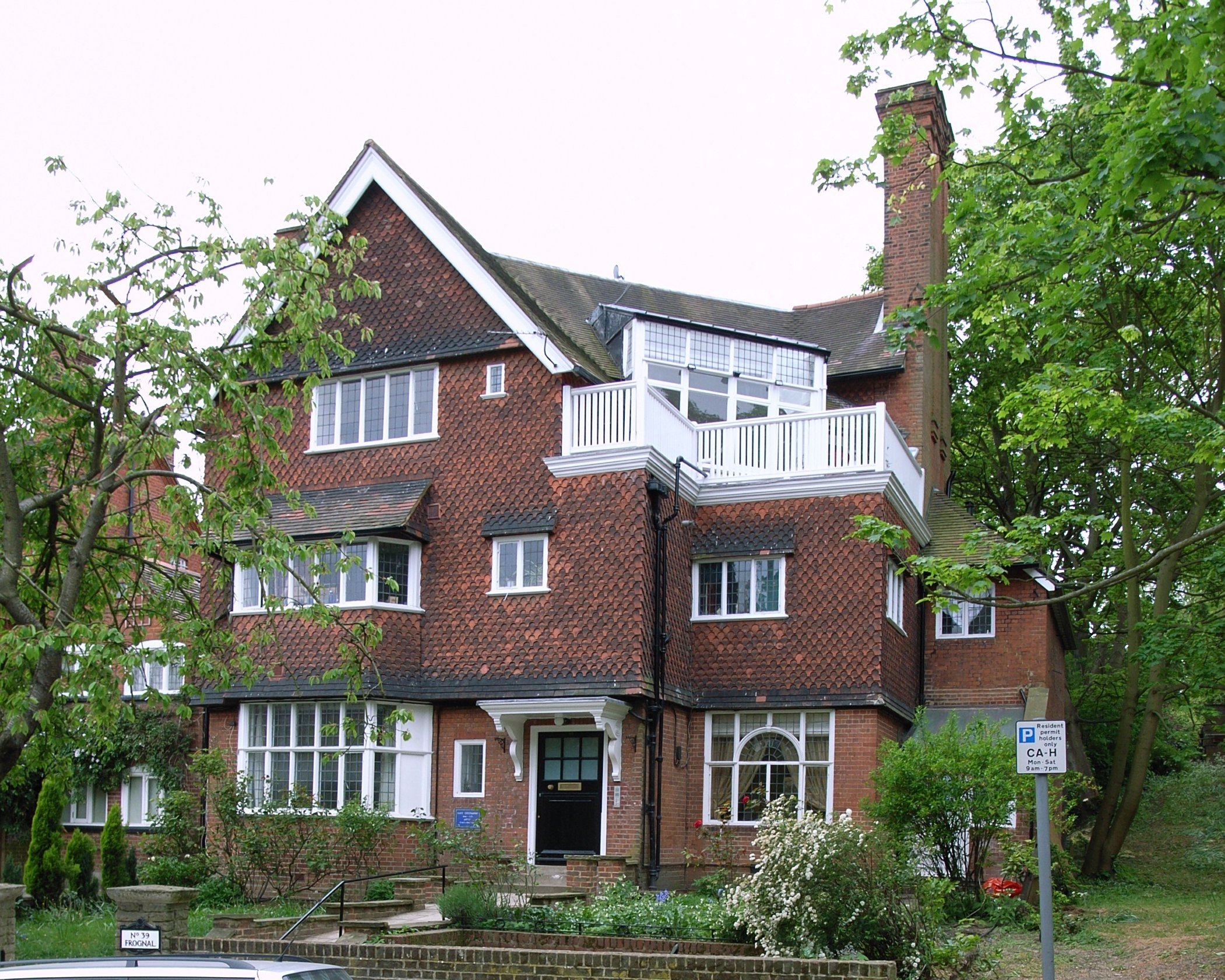
Dom we Frognal zaprojektowany w stylu Arts & Crafts przez Richarda Normana Shawa

Przyjaźń z Johnem Ruskinem, choć trudna, kwitła. W latach 90. jednak Ruskin zaczął naciskać na Kate coraz mocniej by ta porzuciła niepoważne zajęcie jakim w jego opinii była ilustracja dla dzieci i skupiła się na poważniejszej, o wiele bardziej wartościowej, sztuce. W tym samym czasie Ruskin i Evans coraz mocniej rywalizują o to, który z nich ma większy wpływ na Catherine i jej sztukę. Ostatecznie namówiona przez Ruskina, Kate wydaje z nim wspólnie książkę, która okazuje się kompletną klapą. Ledwie 10 000 sprzedanych egzemplarzy to ułamek wyniku osiąganego zazwyczaj przez książki Kate. Po porażce A Caught Dream Greenaway zwróciła się ku malarstwu, które jednak nie dawało jej takiej satysfakcji.
Lata 90. to trudny okres także w życiu osobistym artystki. W 1890 roku umiera ojciec Kate. Zdruzgotana stratą najbliższej jej chyba osoby boleśnie odebrała także śmierć matki w 1894 roku. Jednocześnie samotna, niezamężna Kate Greenaway borykała się z problemami finansowymi i ciągłymi przestojami w zakończeniu budowy wymarzonego domu w Frognal. Dom ten zaprojektował dla niej Richard Norman Shaw. Spędzała tam większą część roku, choć – zgodnie z rodzinną tradycją – w czasie lata przebywała w Rolleston.
W 1900 roku umiera jej bliski przyjaciel i mentor, John Ruskin. W tym czasie staje się także boleśnie świadoma nękającej ją choroby. Na krótko przed śmiercią decyduje się w końcu na zbawienną operację. Jest już jednak za późno. 6 listopada 1901 roku Kate Greenaway umiera na raka piersi. Pochowano ją na Cmentarzu Hampstead obok ojca i matki. Na nagrobku Kate wyryto wiersz, który napisała wiele lat wcześniej:
Heaven’s blue skies may shine above my head,
While you stand there – and say that I am dead!
Niedługo po jej śmierci rynek brytyjski i amerykański zostały dosłownie zalane pracami naśladowców Kate Greenaway. Jest to zasługą jej przyjaciela Fredericka Warne'a.
W 1955 roku Library Association of Great Britain ustanowiło Medal Kate Greenaway dla najlepszych ilustratorów książek dla dzieci żyjących i publikujących w Wielkiej Brytanii. Przez środowisko ilustratorów i grafików nagroda ta jest uznawana za jedną z najważniejszych.

## Książki ilustrowane przez Kate Greenaway
Wszystkie tytuły w oryginale z zaznaczeniem adresu bibliograficznego pierwszego wydania
- Kingston, William, Infant Amusements, or How to Make a Nursery Happy, 1867.
- Aulnoy, Marie, Madame D’Aulnoy’s Fairy Tales, 9 v., Gall and Inglis, 1871.
- Aunt Louisa’s London Toy Books: Diamonds and Toads, Warne, 1871.
- Jeune, Margaret S., My School Days in Paris, London, Griffith and Farran, 1871.
- Knox, Kathleen, Fairy Gifts; or, A Wallet of Wonders, Griffith & Farran, 1874.
- Aunt Cae, The Children of the Parsonage, Griffith & Farran, 1874.
- Mulholland, Rosa, Puck and Blossom, Marcus Ward, 1874.
- Hill, Miranda, The Fairy Spinner, Marcus Ward, 1874.
- Jerrold, Alice, A Cruise in the Acorn, London, Marcus Ward, 1875.
- Clark, Mary Senior, Turnaside Cottage, London, Marcus Ward, 1875.
- Potter, Frederick Scarlett, Melcomb Manor: A Family Chronicle, London, Marcus Ward, 1875.
- Children’s Songs, London, Marcus Ward, c. 1875.
- Knox, Kathleen, Seven Birthdays; albo The Children of Fortune, Griffith & Farran, 1875.
- Quiver of Love, a Collection of Valentines, Marcus Ward, 1876 (z Walterem Crane'm).
- LaBlanche, Fanny, Starlight Stories Told to Bright Eyes and Listening Ears, Griffith & Farran, 1877.
- Russell, Rutherford, Tom Seven Years Old, London, Marcus Ward, 1877.
- Hunt, Mrs. Bonavia, Poor Nelly, London, Cassell, Petter, Gilpin, 1878.
- Campbell, Lady Colin, Topo: A Tale About English Children in Italy, Marcus Ward, 1878.
- Yonge, Charlotte Mary, Heartsease albo The Brother’s Wife, Macmillan, 1879.
- Yonge, Charlotte Mary, The Heir of Redclyffe, Macmillan, 1879.
- Pollock, Walter Herries, Amateur Theatricals, London, Macmillan, 1879.
- Toyland, Trot’s Journey and Other Poems and Stories, New York, R. Worthington, c. 1879
- Weatherly, George, The “Little Folks” Painting Book, Cassell, Petter, Gilpin, 1879.
- Weatherly, George, The “Little Folks” Nature Painting Book, Cassell, Petter, Gilpin 1879.
- A Favorite Album of Fun and Fancy, London, Cassell, Petter, Gilpin, c. 1879.
- Haile, Ellen, Three Brown Boys and Other Happy Children, New York, Cassell & Co., c. 1879.
- Haile, Ellen, The Two Gray Girls and Their Opposite Neighbours, New York, Cassell & Co., c. 1879.
- Under the Window, London, George Routledge, 1879 (grawerowanie i druk w kolorze – Edmund Evans).
- Barker, Mrs. Sale, Kate Greenaway's Birthday Book, London, George Routledge, 1880 (grawerowanie i druk w kolorze – Edmund Evans).
- Freddie’s Letter: Stories For Little People, London, Routledge, 1880.
- The Old Farm Gate, London, George Routledge, c. 1880.
- Lang, Andrew, The Library, London, Macmillan and Company, 1881.
- Locker, Frederick, London Lyrics, London, Macmillan and Company, 1881.
- Mother Goose albo The Old Nursery Rhymes, London, Routledge, 1881 (grawerowanie i druk w kolorze – Edmund Evans).
- Foster, Myles Burkett, A Day in a Child’s Life, London, Routledge, 1882 (grawerowanie i druk w kolorze – Edmund Evans).
- Ranking, Montgomerie and Tully, Thomas K., Flowers and Fancies; Valentines Ancient and Modern, Marcus Ward, 1882.
- Weatherly, F. E., The Illustrated Children’s Birthday Book (with others), London, W. Mack, 1882.
- Taylor, Ann and Jane, Little Ann and Other Poems, London, Routledge, 1883 (grawerowanie i druk w kolorze – Edmund Evans).
- Zimmern, Helen, Tales from the Edda, London, Sonnenschein, 1883.
- Language of Flowers, London, Routledge, 1884 (grawerowanie i druk w kolorze – Edmund Evans).
- A Painting Book By Kate Greenaway, London, George Routledge, 1884 (grawerowanie i druk w kolorze – Edmund Evans).
- Ellice, Robert, (zebrał) Songs for the Nursery: A Collection of Children’s Poems, Old and New, W. Mack, 1884.
- Kate Greenaway’s Christmas Carols, London: George Routledge, c. 1884.
- Kate Greenaway's Alphabet, London, Routledge, 1885 (grawerowanie i druk w kolorze – Edmund Evans).
- Kate Greenaway's Album, London, Routledge, c. 1885 (ukazało się tylko osiem egzemplarzy, grawerowanie i druk w kolorze – Edmund Evans).
- Marigold Garden: Pictures and Rhymes, London, Routledge, 1885 (grawerowanie i druk w kolorze – Edmund Evans).
- Mavor, William, English Spelling Book, London, Routledge, 1885 (grawerowanie i druk w kolorze – Edmund Evans).
- Dame Wiggins of Lee and Her Seven Wonderful Cats, London, George Allen, 1885 (redakcja Johna Ruskina).
- A Apple Pie: An Old-Fashioned Alphabet Book, London, Routledge, 1886 (grawerowanie i druk w kolorze – Edmund Evans).
- Harte, Bret, The Queen of the Pirate Isle, Chatto & Windus, 1886 (grawerowanie i druk w kolorze – Edmund Evans).
- Baby’s Birthday Book, London, Marcus Ward, 1886.
- Allingham, William, Rhymes for the Young Folk, Cassell and Co., 1887 (grawerowanie i druk w kolorze – Edmund Evans).
- Queen Victoria’s Jubilee Garland, London, George Routledge, 1887 (grawerowanie i druk w kolorze – Edmund Evans).
- Browning, Robert, The Pied Piper of Hamelin, London, Routledge, 1888 (grawerowanie i druk w kolorze – Edmund Evans).
- Around the House, New York, Worthington, 1888.
- Kate Greenaway’s Book of Games, London, Routledge, 1889 (grawerowanie i druk w kolorze – Edmund Evans).
- Cresswell, Beatrice F., The Royal Progress of King Pepito, London, Society for Promoting Christian Knowledge, 1889 (grawerowanie i druk w kolorze – Edmund Evans).
- Arnim, Mary Annette, The April Baby’s Book of Tunes, London and New York, Macmillan, 1900. (pierwsza kolorowa litografia w książkach Kate Greenaway)
- Spielmann, Mabel H., Littledom Castle and Other Tales (with others), London, George Routledge, 1903.
- Dobson, Austin, De Libris Prose and Verse (with others), London, Macmillan, 1908, 1911.
- Almanack, London, Routledge,1883-1895 (grawerowanie i druk w kolorze – Edmund Evans).

## Galeria

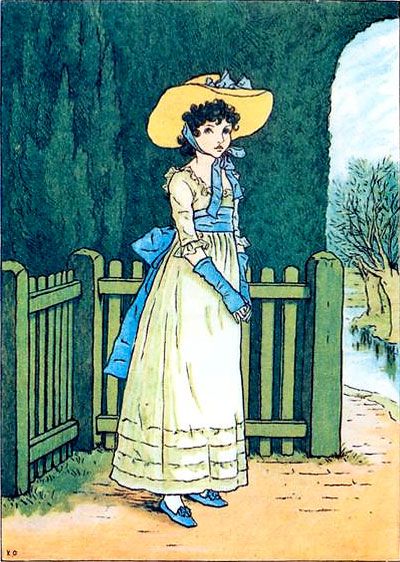
Marigold Garden Kate Greenaway (1875)
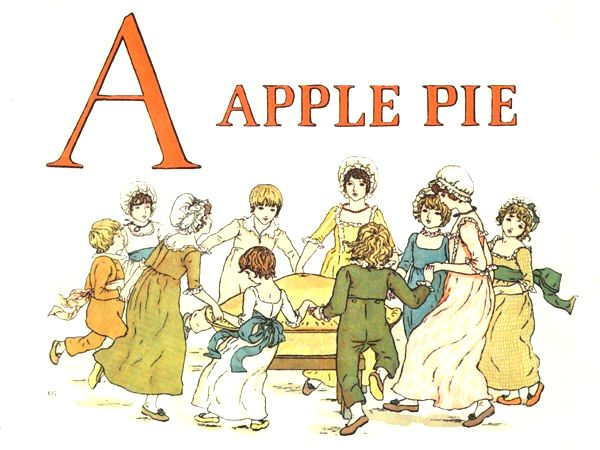
A Apple Pie: An Old-Fashioned Alphabet Book Kate Greenaway (1886)
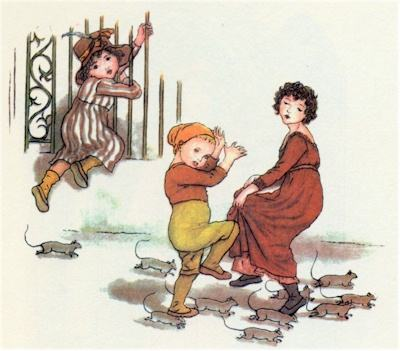
Robert BrowningThe Pied Piper of Hamelin, ilustracje Kate Greenaway (1888)
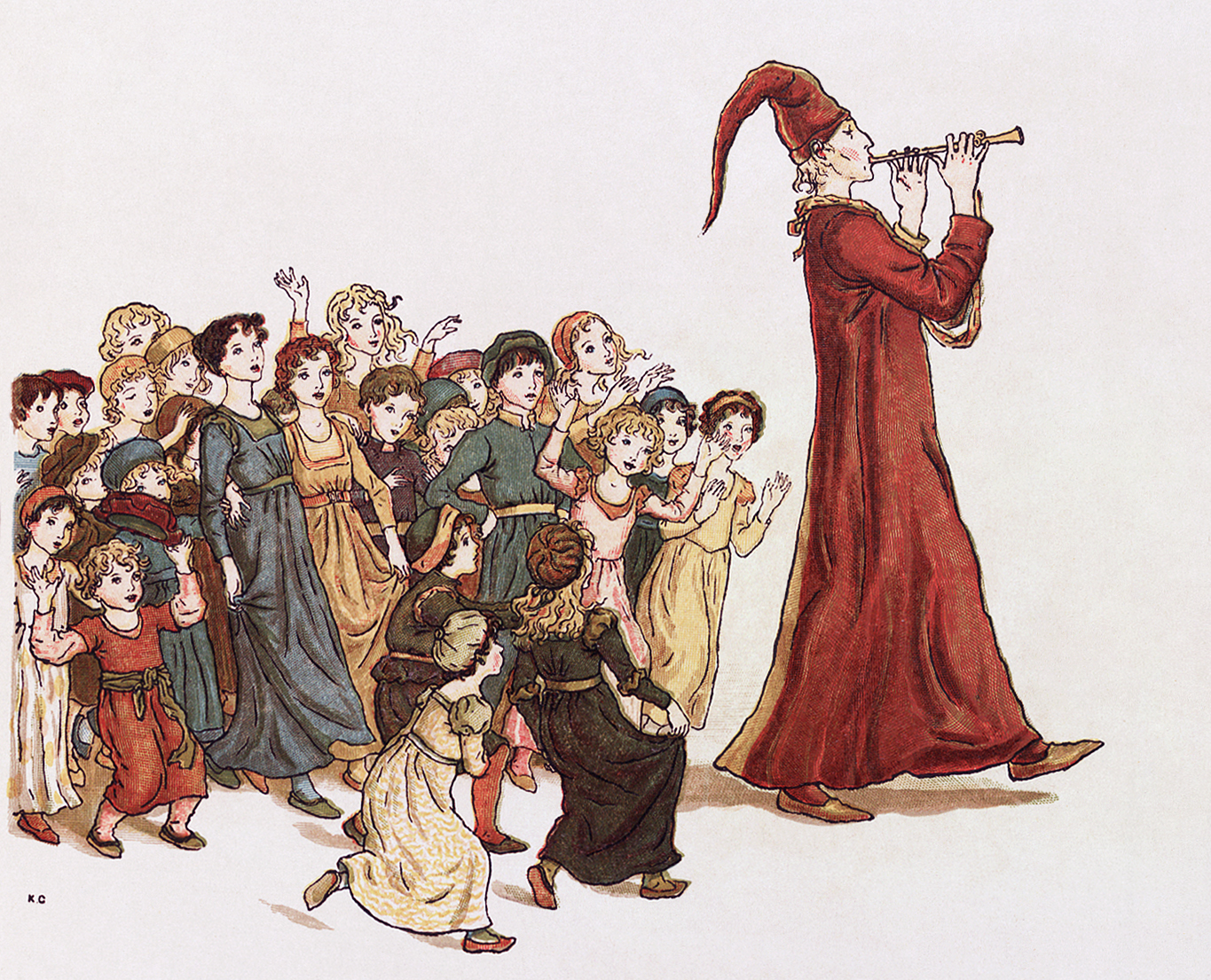
Robert BrowningThe Pied Piper of Hamelin, ilustracje Kate Greenaway (1888)
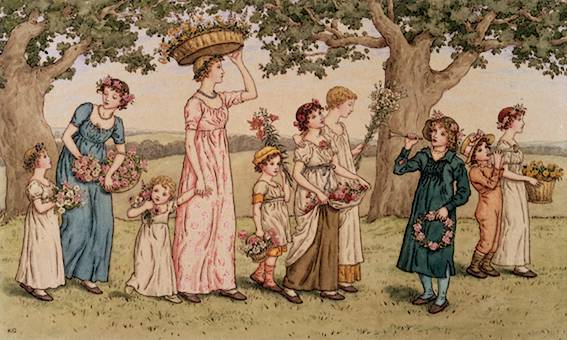
May Day
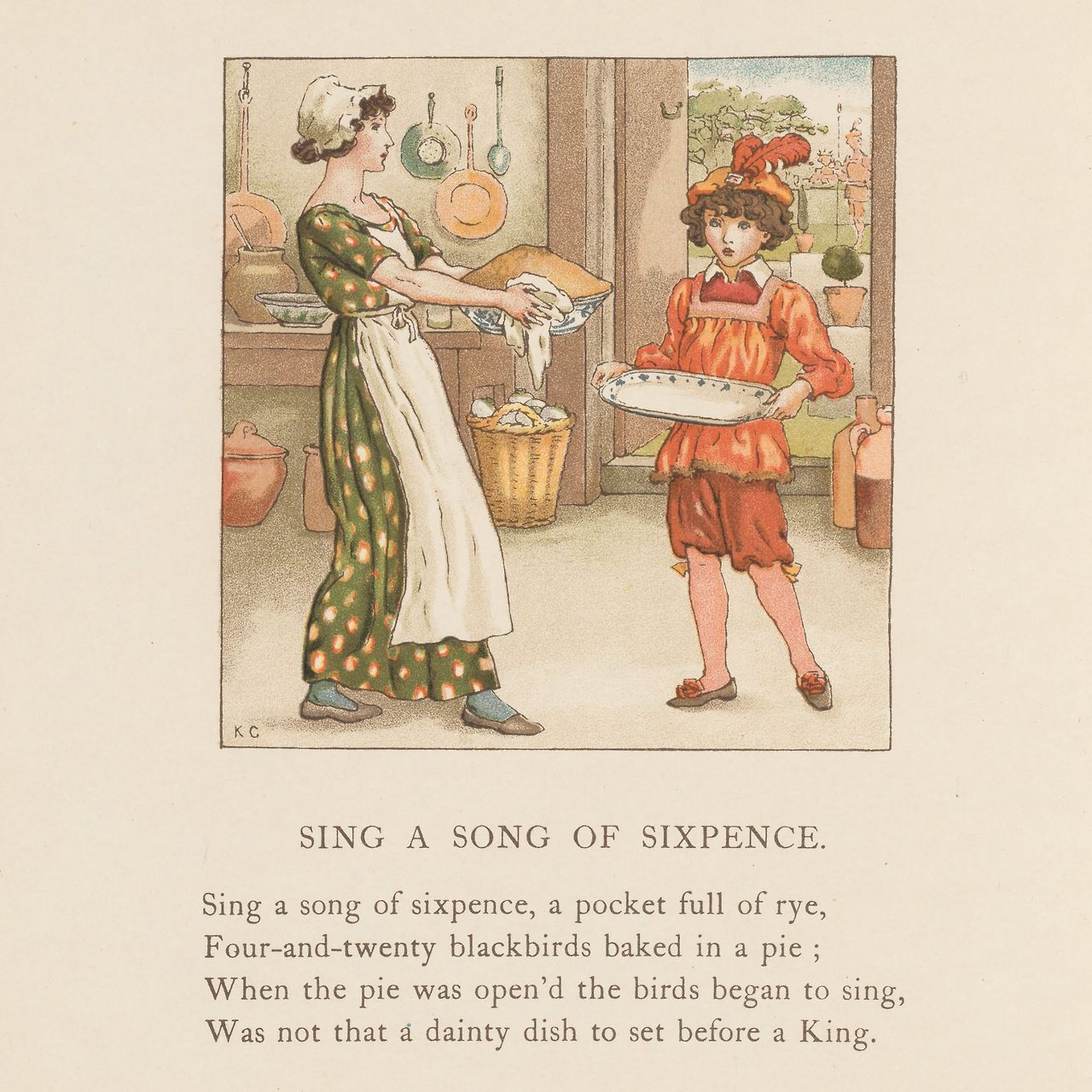
Mary Anette Arnim The April Baby’s Book of Tunes ilustracje Kate Greenaway (1900)

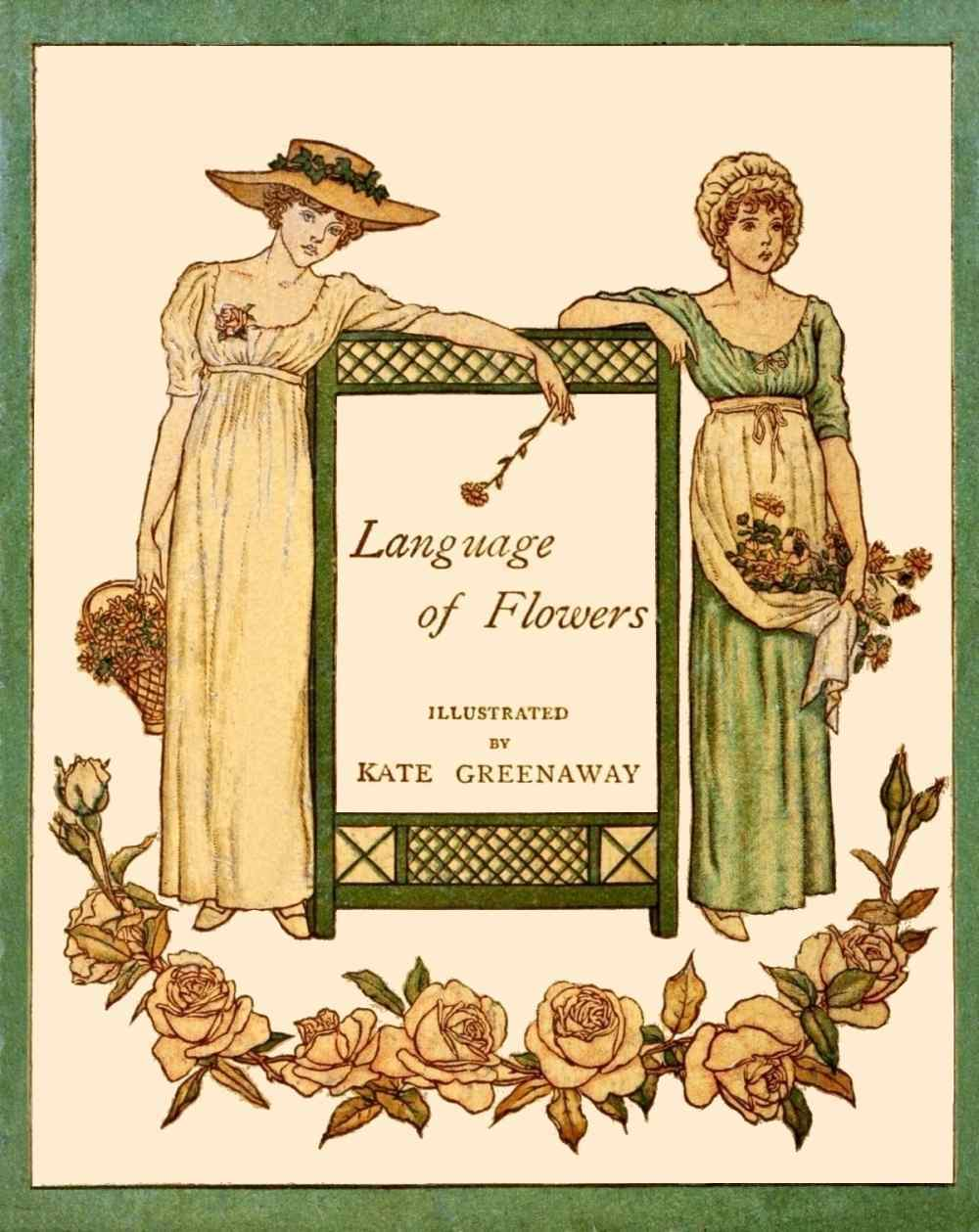
Strona tytułowa Language of Flowers Kate Greenaway (1884)
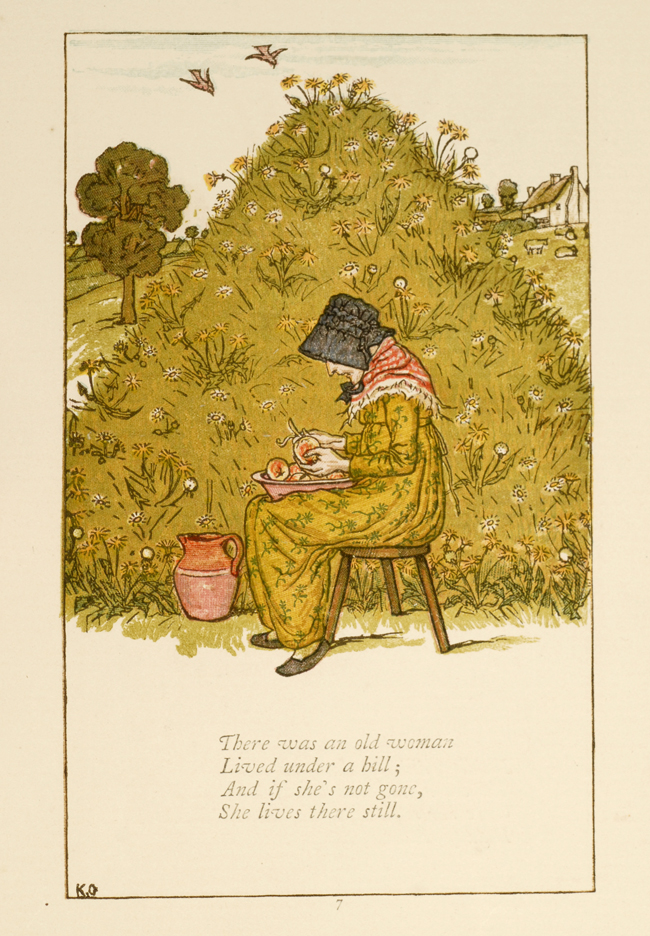
Strona z The Old Nursery Rhymes Kate Greenaway (1881)
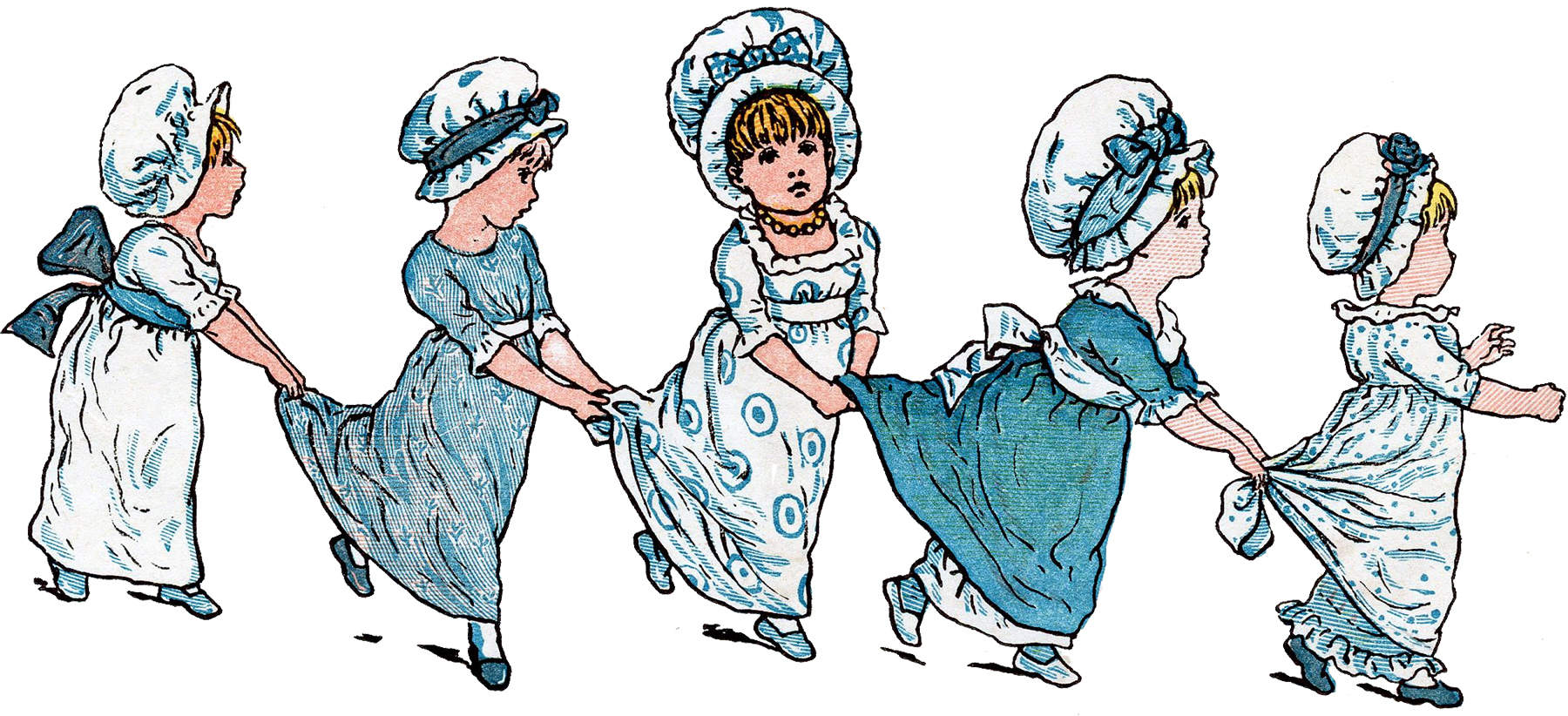
Winieta autorstwa Kate Greenaway